# Safaricom
Safaricom ist ein kenianisches Telekommunikationsunternehmen mit Sitz in Nairobi. Das Unternehmen ist hauptsächlich bekannt für die Anwendung M-Pesa, ein 2007 eingeführtes System für die Abwicklung von grundlegenden Funktionen des Geldtransfers und des bargeldlosen Zahlungsverkehrs über Mobiltelefone ohne die Notwendigkeit eines regulären Bankkontos. Safaricom ist am Nairobi Securities Exchange gelistet. Hauptaktionäre sind das britische Telekommunikationsunternehmen Vodafone und die Regierung Kenias. Im Jahr 2020 hatte Safaricom über 28 Millionen Nutzer. Es ist damit das größte Telekommunikationsunternehmen in Kenia und eines der größten in Afrika.

## Geschichte
Safaricom wurde 1997 als eine hundertprozentige Tochtergesellschaft von Telkom Kenya gegründet. Im Mai 2000 erwarb die britische Vodafone Group PLC einen Anteil von 40 % und die Managementverantwortung für das Unternehmen. Safaricom führte im Mai 2000 den Kipokezi-Dienst ein, der es seinen Abonnenten ermöglichte, E-Mails und Online-Chats über normale Mobiltelefone zu senden und zu empfangen. Der Dienst erfordert keine Internetverbindung, da er die Handset Initiation-Technologie von ForgetMeNot Africa nutzt. Vor der Einführung des Dienstes hatte weniger als einer von zehn Kenianern Zugang zum Internet, aber mit der Einführung von Kipokezi konnte mehr als ein Drittel der Bevölkerung E-Mails und Online-Chat-Nachrichten austauschen. 2007 wurde der Dienst M-Pesa eingeführt, welcher in Zusammenarbeit mit Vodafone entwickelt wurde. Er wurde später auch in Tansania (2008), Südafrika (2010) und Indien (2011) eingeführt. Besonders erfolgreich wurde der Hauptsächlich in Kenia selbst, wo er einem großen Teil der Bevölkerung erstmals den Zugang zu Finanzdienstleistungen ermöglichte.
Im Jahr 2008 ließ die Regierung 25 % der Anteile an Safaricom über die Nairobi Securities Exchange listen. Im November 2012 kündigte Safaricom an, in Zusammenarbeit mit der Commercial Bank of Africa ein neues mobiles Banking-Produkt anzubieten und damit einen unterentwickelten Finanzdienstleistungsmarkt zu erschließen.